# 3940 Larion
3940 Larion este un asteroid din centura principală, descoperit pe 27 martie 1973 de Liudmila Juravliova.